# Porta quàntica

Fig.1 Exemple de porta lògica

Porta quàntica (o porta lògica quàntica), és un circuit quàntic bàsic que opera sobre un nombre petit de qubits. Les portes quàntiques són la base fonamental dels ordinadors quàntics, talment les portes lògiques en són dels ordinadors digitals.

## Propietats
- Les portes quàntiques són reversibles a diferència de les portes digitals.
- Les portes quàntiques es representen per matrius unitàries.
- Les portes quàntiques operen en espais d'un o dos qubits, igualment que les portes digitals.
- Una porta quàntica que opera sobre {\displaystyle k} qubits es representa mitjançant una matriu unitària de 2k x 2k amb files ortonormals.
- El nombre d'entrades a la porta quàntica ha de ser el mateix que el nombre de sortides.
- L'acció de la porta sobre l'estat quàntic específic es troba tot multiplicant el vector que representa l'estat per la matriu representant la porta quàntica.

Fig.2 Porta quàntica : esquema de blocs general

## Portes quàntiques més comuns
Si representem el vector d'un qubit per :
{\displaystyle v_{0}|0\rangle +v_{1}|1\rangle \rightarrow {\begin{bmatrix}v_{0}\\v_{1}\end{bmatrix}}}
on {\displaystyle |a\rangle } representa el vector base del qubit.
I el vector que representa dos qubits per :
{\displaystyle v_{00}|00\rangle +v_{01}|01\rangle +v_{10}|10\rangle +v_{11}|11\rangle \rightarrow {\begin{bmatrix}v_{00}\\v_{01}\\v_{10}\\v_{11}\end{bmatrix}}}
on {\displaystyle |ab\rangle } representa el vector base on {\displaystyle |a\rangle } és el primer qubit i {\displaystyle |b\rangle } és el segon qubit.
Exemples de portes quàntiques :
| Nom                               | Matriu                                                                           | Símbol | Descripció |
| --------------------------------- | -------------------------------------------------------------------------------- | ------ | --- |
| Porta Hadamard                    | {\displaystyle {\frac {1}{\sqrt {2}}}{\begin{pmatrix}1&1\\1&-1\end{pmatrix}}}    |        | - Una entrada/una sortida. - Realitza una rotació de 180° sobre l'eix X i 90° sobre l'eix Y. |
| Porta Pauli-X                     | {\displaystyle {\begin{bmatrix}0&1\\1&0\end{bmatrix}}}                           |        | - Una entrada/una sortida. - Realitza la funció inversió (NOT), equival a una rotació de 180° a l'esfera de Bloch al voltant de l'eix X. |
| Porta Pauli-Y                     | {\displaystyle {\begin{bmatrix}0&-i\\-i&0\end{bmatrix}}}                         |        | - Una entrada/una sortida. - Realitza la funció I (AND), equival a una rotació de 180° a l'esfera de Bloch al voltant de l'eix Y. |
| Porta Pauli-Z                     | {\displaystyle {\begin{bmatrix}1&0\\0&-1\end{bmatrix}}}                          |        | - Una entrada/una sortida. - Realitza la funció de salt de fase sobre {\displaystyle \|1\rangle }, el deixa a -{\displaystyle \|1\rangle }, {\displaystyle \|0\rangle } queda igual.                                                           |
| Porta arrel d'inversor            | {\displaystyle {\frac {1}{2}}{\begin{pmatrix}1+i&1-i\\1-i&1+i\end{pmatrix}}}     |        | - Una entrada/una sortida. - Realitza l'arrel de la funció inversió ({\displaystyle \surd NOT}), equival a una rotació de 180° a l'esfera de Bloch al voltant de l'eix X.                                                                      |
| Porta de desplaçament de fase     | {\displaystyle R_{\phi }={\begin{bmatrix}1&0\\0&e^{i\phi }\end{bmatrix}}}        |        | - Una entrada/una sortida. - Realitza |
| Porta Inversora controlada (CNOT) | {\displaystyle {\begin{pmatrix}1&0&0&0\\0&1&0&0\\0&0&0&1\\0&0&1&0\end{pmatrix}}} |        | - Dues entrades/dues sortides. - El primer qubit controla el segon qubit : quan el primer qubit és {\displaystyle \|1\rangle } inverteix el segon qubit. Si el primer qubit és {\displaystyle \|0\rangle } llavors no modifica el segon qubit. |